# Arslanbob
Arslanbob, kirgisiska Арстанбаб, är en stad och dalgång i Kirgizistan. Den ligger i provinsen Zjalal-Abad Oblusu, i den västra delen av landet, och är också namnet på dalen och på den valnötsskog som ligger i stadens närhet. Valnötter från Arslanbob var Kirgizistans första kända exportvara. Skogen är den största relikta valnötsskogen i världen och växer på mellan 1 500 och 2 000 meters höjd på sydsluttningen av Ferganabergen, som är en utlöpare från bergsområdet Tianshan. Staden Arslanbob ligger 1 600 meter över havet och antalet invånare var 11 291 2009.
Befolkningen är huvudsakligen uzbeker med färre än fem procent kirgizer, ryssar, tatarer, tadzjiker eller tjetjener.

## Flora
Arslanbobs skogar producerar 1 500 ton valnötter per år. Valnötssäsongen börjar i slutet av september och är ungefär en månad lång.
Valnötsträden har en livslängd på ungefär 1 000 år och ger olja, protein, anti-oxidanter och omega-3-fettsyror. Förutom valnöten ger trädet trä för möbeltillverkning och annat hantverk. Vid sidan av valnötsträd, Juglans regia, finns det gott om andra vildväxande fruktträd i skogarna, till exempel äppelträd av arten Malus sieversii, päronträd av arten Pyrus korshinskyi och körsbärsplommon av arten Prunus sogdiana.

## Historik
Valnötsträdet förekommer naturligt i en stor del av Centralasien. På Alexander den stores tid var valnötsskogen känd för sin goda jakt. Han tog med sig valnötter från Sogdiana, vilka kom att början den europeiska valnötsproduktionen. Alexander den store ska också ha fört med valnötsplantor till Grekland från sitt erövringståg i Centralasien. Det förklarar benämningen "Gretski" för valnötter i det ryska språket. Det har gett valnötterna smeknamnet ″grekiska nöttter″.

## Etymologi
Arslanbob är uppkallat efter Arslanbob-Ata (eller Arstanbap-Ata), som levde på 1000-talet och egentligen hette Salman Abdul Rahman. Han var militär ledare men också naturvetenskapligt intresserad och den som planterade den valnötsskog som nu växer i området. Han kan ha varit av arabisk härkomst, där det arabiska Aslan översätts "lejon" och bab "port", medan på turkiska ata betyder "far till" - alltså "faderns till lejonporten". 'Bob', som suffix, har syftat på "resenär" eller "utforskare".